# 多蘭氏褐蛇鰻
多蘭氏褐蛇鰻為輻鰭魚綱鰻鱺目糯鰻亞目蛇鰻科的其中一種，分布於印度洋的印度及斯里蘭卡海域，體長可達60公分，棲息在沿岸潟湖及河口區，為底棲性魚類，屬肉食性。

## 擴展閱讀
維基物種上的相關：多蘭氏褐蛇鰻